# Eigenversicherer
Eigenversicherer (oder Eigenversicherungsunternehmen; englisch Captive Insurance Company, CIC; oder auch kurz englisch Captive, von englisch captive für „gefangen“ oder „gefesselt“) ist ein Versicherungsunternehmen, das als Tochterunternehmen seiner Muttergesellschaft deren Geschäftsrisiken im Rahmen der Selbstversicherung absichert. 

## Allgemeines
Es gibt drei Möglichkeiten, wie ein Risikoträger mit Geschäftsrisiken umgehen kann: die Versicherung durch Versicherungsunternehmen, Selbstversicherung durch Eigenversicherung oder Nichtversicherung.  
Eigenversicherer werden mit dem Betriebszweck gegründet, für ihre Muttergesellschaft die Selbstversicherung für deren geschäftsüblichen Risiken zu übernehmen. Diese Entwicklung begann in den USA, wo im Jahre 1955 der Stahlhersteller Youngstown Sheet and Tube Company in Youngstown (Ohio) die Tochtergesellschaft Steel Insurance Company of Amerika gründete, welche die industriellen Risiken ihrer Muttergesellschaft versicherte. Sie wurde fortan als von der Muttergesellschaft „gefangene“ (englisch captive) – da abhängige – Gesellschaft bezeichnet. Diese Versicherungsvariante verbreitete sich sehr schnell, was jedoch zur Konkurrenz zur klassischen Industrieversicherung wurde. In Deutschland entstanden unter anderem 1972 die Pallas Versicherung AG (für die Bayer AG) und 1974 die Hoechst Versicherungs-AG (für die ehemalige Hoechst AG).
Typischerweise gehören Eigenversicherungsunternehmen zu Großunternehmen, meist multinationalen Konzernen, da hier am ehesten die erforderliche Betriebsgröße für das firmeneigene Versicherungsportfolio erreicht wird (nach dem Gesetz der großen Zahl). Bei der Verwendung einer Protected Cell Company oder auch Series LLC ist der Zugang auch für Kleinunternehmen möglich.

## Arten
Übernimmt die CIC lediglich die „hauseigenen“ Risiken aus dem Konzern, zu dem sie gehört, wird sie „Pure Captive“ genannt. Werden darüber hinaus auch Risiken Dritter versichert, wird sie als „Broad Captive“ bezeichnet:
- Ein reiner Eigenversicherer (englisch pure single captive) ist der Eigenversicherer eines einzigen Konzerns, der auch nur Risiken dieses Konzerns übernimmt.
- Bei einem gemeinsamen Eigenversicherer (englisch mutual captive) schließen sich verschiedene Konzerne zusammen, um über ein gemeinsam betriebenes Eigenversicherungsunternehmen ihre Risiken decken zu lassen.
- Ähnlich aufgebaut sind Industrie-Eigenversicherer (englisch industry captives).
- Über einen Teil-Eigenversicherer (englisch broad captive) werden auch Risiken fremder Unternehmen gedeckt, so dass der Übergang zu einem traditionellen Versicherungsunternehmen fließend ist.

Zudem wird danach unterschieden, ob ein Captive als Erst- oder Rückversicherer fungiert:
- Ein Captive als Erstversicherer (englisch Direct Insurance Captive, DIC) befasst sich mit der Deckung von Risiken eines einzelnen Unternehmens oder Konzerns,
- ein Rückversicherungs-Captive (englisch Reinsurance Captive) übernimmt die Rückversicherung von Direct Insurance Captives.

Die Unterteilung der Eigenversicherer nach betriebenem Versicherungsgeschäft ergibt zwei Gruppen: Die Eigenerstversicherer übernehmen die Risiken des Konzerns direkt und geben üblicherweise einen Teil des Risikos an Rückversicherer weiter. Je nach Finanzstärke der Muttergesellschaft selbst werden hierbei teilweise hohe Selbstbehalte vereinbart; oft sind ausschließlich Großschäden gedeckt. Eigenrückversicherer übernehmen dagegen ein Rückversicherungsrisiko, das aus Risiken des Konzerns, die durch einen normalen Erstversicherer getragen werden, verbleibt. Der Eigenrückversicherer wiederum retrozediert gegebenenfalls Teile des übernommenen Risikos an weitere konzernfremde Rückversicherer (sogenannte Retrozessionare). Bei Eigenrückversicherern werden durch hohe Selbstbehalte und Risikominderung Versicherungsprämien eingespart, und ein Teil der Prämie fließt über die Zession der Erstversicherer an den Eigenversicherer wieder in den Konzern zurück.

## Eigenschaften und Besonderheiten
Der Geschäftssitz des Eigenversicherungsunternehmens wird oft in den USA, Malta, Zypern, Liechtenstein und als Steueroase bekannten Kleinstaaten (schwache Regulierung und niedrige Steuersätze) gewählt. Die nationalen Besteuerungsregeln sind sehr unterschiedlich, so fallen im US-Bundesstaat Delaware 0,3 % Umsatzsteuer bei kleinen Captives und 0,1 % bei großen Captives an. Auch die Gründungsvoraussetzungen sind sehr verschieden und reichen von einem Minimalkapital auf den Britischen Jungferninseln von 10.000 US-Dollar bis hin zu 1.000.000 CHF in Liechtenstein. In New York City beträgt das Minimalkapital 100.000 US-Dollar.

## Versicherungsaufsicht
Im Sinne von Solvabilität II sind Captives Erst- oder Rückversicherer, die einem Industrie-, Handels- oder Finanzunternehmen gehören, welches selbst kein Versicherer oder Rückversicherer ist, und die primär die Risiken der Eigentümer übernehmen. Demnach fallen nur die „Pure Captives“ unter Solvabilität II, nicht aber die „Broad Captives“. „Pure Captives“ erfüllen die Wesensmerkmale des Versicherungsgeschäfts, demnach werden auch Broad Captives wie aufsichtspflichtige Versicherungen behandelt. Da sie Versicherungsgeschäfte nach § 1 Abs. 1 Ziffer 1 VAG betreiben, unterliegen sie der Versicherungsaufsicht durch die BaFin. In der Schweiz übernimmt die FINMA die Aufsichtstätigkeit.

## Wirtschaftliche Aspekte
Ziel der Gründung von Captives ist die Kostensenkung der Risikokosten, die in Form von Versicherungsprämien anfallen. Dadurch verbessern sich – ceteris paribus – die Kostenstruktur und Ertragslage. Die Höhe der Prämien soll eher an den tatsächlichen Schadensverlauf angepasst werden als dies bei Fremdversicherung der Fall wäre.
Da sowohl die Versicherungsprämien als auch die Schadenleistungen im Konzern verbleiben, wird oberflächlich betrachtet das Risiko lediglich konzernintern umverteilt, womit kein Synergieeffekt für das Unternehmen aus dem Betrieb der Eigenversicherung ersichtlich ist. Vorteile für den Konzern können sich dennoch aus mehreren Aspekten ergeben. So ermöglichen die Eigenversicherer die geschickte Ausnutzung der international unterschiedlichen Steuergesetze (Steuerarbitrage) und Regulierungsvorschriften (Regulierungsarbitrage). Zudem ermöglichen Captives dem Konzern den Zugriff auf den Rückversicherungsmarkt, so dass gezielter Risiken auf Rückversicherer abgewälzt werden können als dies bei einer Fremdversicherungslösung für den Konzern der Fall wäre. Im Wege des alternativen Risikotransfers können Eigenversicherungsunternehmen der Verlagerung von Konzernrisiken auf spezielle Vehikel, die einen Zugang zum Rückversicherungsmarkt besitzen, dienen.
Der Eigenversicherer kann für den Konzern auch Vorteile als Kompetenzzentrum für erfolgreiches Schadenmanagement (Beispiel: durch Betreiben von Maßnahmen zur Feuerverhütung für die Betriebsgebäude) nutzen. Gelingt es, die an den Eigenversicherer gegebenen Risiken zu reduzieren, muss dieser wenig Ausgaben für die Schadenregulierung tätigen; die nicht für die Schadenbegleichung verbrauchten Versicherungsprämien verbleiben so im Konzern.
Durch die Eigenschaft als Versicherungsunternehmen unterliegen Eigenversicherer innerhalb der Europäischen Union der europäischen Versicherungsaufsicht nach Solvency II und den jeweiligen nationalen Regelungen des Versicherungsaufsichtsrechts. Obwohl Eigenversicherer meist ein kleineres Prämienvolumen und einen deutlich kleineren Kreis an Versicherten als übliche Versicherungsunternehmen aufweisen, hat der europäische Gesetzgeber keine regulatorischen Ausnahmen oder prinzipiellen Erleichterungen für Eigenversicherer vorgesehen. Gerade bei kleineren Konzernen kann der Aufwand zur Erfüllung der aufsichtsrechtlichen Berichts- und Veröffentlichungspflichten die oben beschriebenen Vorteile des Einsatzes eines konzerneigenen Erstversicherers aufwiegen.

## Abgrenzung
Von den Versicherungs-Zweckgesellschaften unterscheiden sich die Eigenversicherer unter anderem dadurch, dass sie – als Versicherungsunternehmen – auch Risiken als Erstversicherer decken können. Den Versicherungs-Zweckgesellschaften fehlt hierzu die Erlaubnis zum Betrieb des Versicherungsgeschäfts (§§ 5 ff. VAG).